# أندي هيكس
أندي هيكس (بالإنجليزية: Andy Hicks) هو لاعب سنوكر بريطاني، ولد في 10 أغسطس 1973 في تافيستوك في المملكة المتحدة.

## روابط خارجية
- أندي هيكس على موقع CueTracker.net (الإنجليزية)
- أندي هيكس على موقع بطولة العالم للسنوكر (الإنجليزية)